# Лансфорд (Північна Дакота)
Лансфорд (англ. Lansford) — місто (англ. city) в США, в окрузі Боттіно штату Північна Дакота. Населення — 238 осіб (2020).

## Географія
Лансфорд розташований за координатами 48°37′37″ пн. ш. 101°22′33″ зх. д. / 48.62694° пн. ш. 101.37583° зх. д. (48.626990, -101.375959).  За даними Бюро перепису населення США в 2010 році місто мало площу 0,90 км², уся площа — суходіл.

## Демографія
Згідно з переписом 2010 року, у місті мешкало 245 осіб у 103 домогосподарствах у складі 73 родин. Густота населення становила 273 особи/км².  Було 128 помешкань (143/км²).
Расовий склад населення:
| - 96,7 % — білих - 1,2 % — чорних або афроамериканців - 0,4 % — корінних американців |

До двох чи більше рас належало 1,2 %. Частка іспаномовних становила 3,7 % від усіх жителів.
За віковим діапазоном населення розподілялося таким чином: 24,5 % — особи молодші 18 років, 67,7 % — особи у віці 18—64 років, 7,8 % — особи у віці 65 років та старші. Медіана віку мешканця становила 35,4 року. На 100 осіб жіночої статі у місті припадало 122,7 чоловіків;  на 100 жінок у віці від 18 років та старших — 122,9 чоловіків також старших 18 років.
Середній дохід на одне домашнє господарство  становив 70 322 долари США (медіана — 66 667), а середній дохід на одну сім'ю — 68 499 доларів (медіана — 58 750). За межею бідності перебувало 7,6 % осіб, у тому числі 12,7 % дітей у віці до 18 років та 0,0 % осіб у віці 65 років та старших.
Цивільне працевлаштоване населення становило 153 особи. Основні галузі зайнятості: сільське господарство, лісництво, риболовля — 34,0 %, оптова торгівля — 14,4 %, роздрібна торгівля — 10,5 %, науковці, спеціалісти, менеджери — 9,8 %.